# Martinice (Vysočina)
Martinice é uma comuna checa localizada na região de Vysočina, distrito de Žďár nad Sázavou.